# サヨナラの代わりに
『サヨナラの代わりに』（原題: You're Not You）は、2014年制作のアメリカ合衆国の映画。
難病の筋萎縮性側索硬化症（ALS）に侵され余命いくばくもない女性と、その介護人として雇われた女子大生との心の交流を描いたヒューマン・ドラマ。出演はヒラリー・スワンク（兼・製作）、エミー・ロッサム。監督はブロードウェイの名演出家ジョージ・C・ウルフ。

## あらすじ
弁護士のエヴァンの妻ケイトは、35歳の誕生日パーティーでピアノを弾いていた時、身体に異変を感じる。診断の結果、難病の筋萎縮性側索硬化症（ALS）である事が分かる。症状はみるみる進行し、1年半後には車椅子の生活となってしまう。
ケイトは患者ではなく友人として話を聞いてくれそうな人物として、大学生のベックを雇う。しかしベックはケイトとそりが合わず、ことあるごとに衝突する。
だがある事をきっかけに、ケイトとベックは本音で語り合える仲へと変わっていく。しかしケイトの症状は次第に悪化、最期の時が近づいてくる…。

## キャスト
※括弧内は日本語吹替
- ケイト - ヒラリー・スワンク（本田貴子）
- ベック - エミー・ロッサム（木下紗華）
- エヴァン - ジョシュ・デュアメル（前田一世）
- ジル - ステファニー・ベアトリス（英語版）
- ウィル - ジェイソン・リッター
- リアム - ジュリアン・マクマホン
- キーリー - アリ・ラーター
- マリリン - ロレッタ・デヴァイン
- エリザベス - マーシャ・ゲイ・ハーデン
- グウェン - フランシス・フィッシャー
- ジョン - アーニー・ハドソン
- ロジャー - エド・ベグリー・ジュニア
- ジャクソン -ボー・ナップ